# Leonardo Colucci
Leonardo Colucci (Cerignola, 29 dicembre 1972) è un allenatore di calcio ed ex calciatore italiano, di ruolo centrocampista, tecnico in seconda del Torino.

## Carriera

### Giocatore
Cresciuto tra le file del Cerignola, dopo essersi messo in mostra in Serie D poco più che ventenne, realizzando 103 presenze e 12 gol con i pugliesi, richiama l'attenzione di club professionistici. Così nella stagione 1993-1994 passa tra le file del Siracusa. Qui Colucci, all'esordio in Serie C1 mette a segno 6 reti, trascinando gli aretusei alla salvezza. L'anno successivo gli azzurri nel girone di andata navigano nelle primissime posizioni di classifica, con Colucci autentico protagonista di questa scalata, tanto da attirare su di sé le sirene di alcuni club di massima serie. Così nel novembre del 1994 viene acquistato dalla Lazio. Ha esordito in Serie A il 19 marzo 1995 nella partita Lazio-Genoa finita 4-0 per i padroni di casa. Nella sua seconda apparizione della stagione 1994-95 ha realizzato al 90º minuto dell'ultima giornata di campionato il gol della vittoria contro il Brescia allo stadio Olimpico di Roma; grazie a questa rete la Lazio ha terminato quel campionato al secondo posto alle spalle della Juventus.
Ha poi militato tra le file della Reggiana per una stagione, per sei stagioni nel H. Verona, per quattro nel Bologna e nel Cagliari.
Il centrocampista è passato il 12 luglio 2007 alla Cremonese in serie C1, con un contratto biennale.
Dopo aver rescisso il suo contratto con la Cremonese nel mese di settembre 2008, il 13 gennaio 2009 firma con la stessa Cremonese un nuovo contratto semestrale sino al giugno 2009.
Nel settembre 2009 passa a parametro zero al Modena dove firma un contratto di un anno rinnovato a luglio 2010 per un'altra stagione. Il 14 maggio 2011 disputa la sua ultima partita col Modena nella sconfitta esterna per 3-0 contro il Varese dopo aver collezionato 53 presenze in due stagioni senza realizzare nessun gol.

### Allenatore
Dopo essersi ritirato, il 4 giugno 2011 viene chiamato a fare il vice di Marco Giampaolo, già suo allenatore ai tempi del Cagliari, sulla panchina del Cesena.
La stagione successiva assume la guida degli Allievi Nazionali del Bologna, e il 10 dicembre 2012 inizia a frequentare a Coverciano il corso di abilitazione per il master di allenatori professionisti Prima Categoria-Uefa Pro.
Dopo aver allenato le formazioni giovanili del Bologna, il 12 giugno 2016 diventa il nuovo tecnico della Reggiana, con cui firma un contratto annuale. Il 23 dicembre, dopo la sconfitta nel derby contro il Parma e il pareggio contro il Bassano, rassegna le dimissioni, respinte in seguito dalla società.
Viene esonerato esattamente un mese dopo, in seguito alla sconfitta per 0-3 contro il Venezia.
Il 26 giugno firma un biennale con il Pordenone. Viene esonerato il 14 febbraio 2018, dopo un periodo fortemente negativo per la squadra friulana con la squadra al decimo posto.
La stagione successiva viene ingaggiato dal Vis Pesaro neopromosso in Serie C dove ottiene un quindicesimo posto. A fine stagione non viene confermato.
Il 17 novembre 2020 firma un contratto con il Ravenna subentrando all'esonerato Giuseppe Magi, con la squadra in diciassettesima posizione.. Il campionato si chiude con il peggioramento della posizione e la retrocessione in Serie D dopo i play-out.
Il 15 novembre 2021 subentra ad Antonio Palo, alla guida dell'AZ Picerno in Serie C. Dopo aver terminato il campionato al 10º posto, la squadra lucana viene eliminata al primo turno dei play-off per mano del Monopoli (1-1) per via del peggior piazzamento in classifica. Il 14 maggio 2022 la dirigenza comunica che il 30 giugno seguente, a scadenza naturale del contratto, si interromperà il rapporto di collaborazione.
Il 3 giugno 2022 diventa il nuovo allenatore della Juve Stabia, da cui si dimette il 27 gennaio 2023 per motivi personali con la squadra al 5º posto con 33 punti raccolti in 23 partite.
Il 3 ottobre 2023 viene nominato nuovo tecnico della SPAL, 12º nel girone B di Serie C con 6 punti dopo 5 turni, con cui sottoscrive un contratto fino al termine della stagione. Due giorni dopo al debutto batte il Sestri Levante per 2-0 nel primo turno di Coppa Italia Serie C. Anche in campionato, dopo 2 sconfitte e altrettanto pareggi, la prima vittoria arriva contro i corsari (1-0). Viene esonerato il 4 febbraio 2024 con la squadra scivolata al 18º posto avendo vinto solo 2 partite su 19.
Dal gennaio 2025 fa ritorno al Bologna come allenatore della Primavera.
Da luglio 2025 segue Marco Baroni al Torino come vice allenatore.

## Statistiche

### Presenze e reti nei club
| Stagione         | Squadra          | Campionato       | Campionato | Campionato | Coppe nazionali | Coppe nazionali | Coppe nazionali | Coppe continentali | Coppe continentali | Coppe continentali | Totale | Totale |
| Stagione         | Squadra          | Comp             | Pres       | Reti       | Comp            | Pres            | Reti            | Comp               | Pres               | Reti               | Pres   | Reti   |
| ---------------- | ---------------- | ---------------- | ---------- | ---------- | --------------- | --------------- | --------------- | ------------------ | ------------------ | ------------------ | ------ | ------ |
| 1990-1991        | Audace Cerignola | Int.             | 33         | 4          | CID             | ?               | ?               | -                  | -                  | -                  | 33+    | 4+     |
| 1991-1992        | Audace Cerignola | Int.             | 27         | 3          | CID             | ?               | ?               | -                  | -                  | -                  | 27+    | 3+     |
| 1992-1993        | Audace Cerignola | CND              | 29         | 5          | CID             | ?               | ?               | -                  | -                  | -                  | 29+    | 5+     |
| Totale Cerignola | Totale Cerignola | Totale Cerignola | 89         | 12         |                 | ?               | ?               | -                  | -                  | -                  | 89+    | 12+    |
| 1993-1994        | Siracusa         | C1               | 31+2       | 5+0        | CIC             | ?               | ?               | -                  | -                  | -                  | 33+    | 5+     |
| lug-nov 1994     | Siracusa         | C1               | 10         | 3          | CIC             | ?               | ?               | -                  | -                  | -                  | 10+    | 3+     |
| Totale Siracusa  | Totale Siracusa  | Totale Siracusa  | 43         | 8          |                 | ?               | ?               | -                  | -                  | -                  | 43+    | 8+     |
| 1994-1995        | Lazio            | A                | 2          | 1          | CI              | 1               | 0               | CU                 | 0                  | 0                  | 3      | 1      |
| 1995-1996        | Reggiana         | B                | 35         | 3          | CI              | 3               | 0               | -                  | -                  | -                  | 38     | 3      |
| 1996-1997        | Verona           | A                | 22         | 1          | CI              | 3               | 0               | -                  | -                  | -                  | 25     | 1      |
| 1997-1998        | Verona           | B                | 32         | 3          | CI              | 3               | 0               | -                  | -                  | -                  | 35     | 3      |
| 1998-1999        | Verona           | B                | 19         | 1          | CI              | 4               | 0               | -                  | -                  | -                  | 23     | 1      |
| 1999-2000        | Verona           | A                | 31         | 2          | CI              | 0               | 0               | -                  | -                  | -                  | 31     | 2      |
| 2000-2001        | Verona           | A                | 17+2       | 0+0        | CI              | 1               | 0               | -                  | -                  | -                  | 20     | 0      |
| 2001-2002        | Verona           | A                | 26         | 3          | CI              | 1               | 0               | -                  | -                  | -                  | 27     | 3      |
| Totale Verona    | Totale Verona    | Totale Verona    | 149        | 10         |                 | 14              | 0               | -                  | -                  | -                  | 163    | 10     |
| 2002-2003        | Bologna          | A                | 30         | 0          | CI              | 2               | 0               | CI                 | 6                  | 2                  | 38     | 2      |
| 2003-2004        | Bologna          | A                | 26         | 1          | CI              | 3               | 0               | -                  | -                  | -                  | 29     | 1      |
| 2004-2005        | Bologna          | A                | 29+2       | 0+0        | CI              | 3               | 1               | -                  | -                  | -                  | 34     | 1      |
| 2005-2006        | Bologna          | B                | 27         | 0          | CI              | 2               | 0               | -                  | -                  | -                  | 29     | 0      |
| Totale Bologna   | Totale Bologna   | Totale Bologna   | 114        | 1          |                 | 10              | 1               |                    | 6                  | 2                  | 130    | 4      |
| 2006-2007        | Cagliari         | A                | 26         | 1          | CI              | 0               | 0               | -                  | -                  | -                  | 26     | 7      |
| 2007-2008        | Cremonese        | C1               | 26+4       | 0+0        | CIC             | ?               | ?               | -                  | -                  | -                  | 30+    | 0+     |
| 2008-2009        | Cremonese        | LP1D             | 7          | 0          | CILP            | ?               | ?               | -                  | -                  | -                  | 7+     | 0+     |
| Totale Cremonese | Totale Cremonese | Totale Cremonese | 37         | 0          |                 | ?               | ?               |                    | -                  | -                  | 37+    | 0+     |
| 2009-2010        | Modena           | B                | 30         | 0          | CI              | 0               | 0               | -                  | -                  | -                  | 30     | 0      |
| 2010-2011        | Modena           | B                | 25         | 0          | CI              | 0               | 0               | -                  | -                  | -                  | 25     | 0      |
| Totale Modena    | Totale Modena    | Totale Modena    | 55         | 0          |                 | 0               | 0               |                    | -                  | -                  | 55     | 0      |
| Totale carriera  | Totale carriera  | Totale carriera  | 550        | 36         |                 | 28+             | 1+              |                    | 6                  | 2                  | 584+   | 39+    |

### Statistiche da allenatore
Statistiche aggiornate al 4 febbraio 2024.
| Stagione            | Squadra         | Campionato      | Campionato | Campionato | Campionato | Campionato | Coppe nazionali | Coppe nazionali | Coppe nazionali | Coppe nazionali | Coppe nazionali | Coppe continentali | Coppe continentali | Coppe continentali | Coppe continentali | Coppe continentali | Altre coppe | Altre coppe | Altre coppe | Altre coppe | Altre coppe | Totale | Totale | Totale | Totale | % Vittorie | Piazzamento        |
| Stagione            | Squadra         | Comp            | G          | V          | N          | P          | Comp            | G               | V               | N               | P               | Comp               | G                  | V                  | N                  | P                  | Comp        | G           | V           | N           | P           | G      | V      | N      | P      | %          | Piazzamento        |
| ------------------- | --------------- | --------------- | ---------- | ---------- | ---------- | ---------- | --------------- | --------------- | --------------- | --------------- | --------------- | ------------------ | ------------------ | ------------------ | ------------------ | ------------------ | ----------- | ----------- | ----------- | ----------- | ----------- | ------ | ------ | ------ | ------ | ---------- | ------------------ |
| 2016-gen. 2017      | Reggiana        | LP              | 22         | 11         | 4          | 7          | CI+CI-LP        | 2+2             | 1+1             | 0+1             | 1+0             | -                  | -                  | -                  | -                  | -                  | -           | -           | -           | -           | -           | 26     | 13     | 5      | 8      | 50,00      | Eson.              |
| 2017-feb. 2018      | Pordenone       | C               | 23         | 7          | 9          | 7          | CI+CI-C         | 5+1             | 4+0             | 1+0             | 0+1             | -                  | -                  | -                  | -                  | -                  | -           | -           | -           | -           | -           | 28     | 11     | 10     | 8      | 39,29      | Eson.              |
| 2018-2019           | Vis Pesaro      | C               | 38         | 9          | 15         | 14         | CI-C            | 2               | 0               | 1               | 1               | -                  | -                  | -                  | -                  | -                  | -           | -           | -           | -           | -           | 40     | 9      | 16     | 15     | 22,50      | 15º                |
| nov. 2020-2021      | Ravenna         | C               | 27+2       | 3          | 12         | 12+2       | -               | -               | -               | -               | -               | -                  | -                  | -                  | -                  | -                  | -           | -           | -           | -           | -           | 29     | 3      | 12     | 14     | 10,34      | Sub., 19º, (retr.) |
| nov. 2021-2022      | AZ Picerno      | C               | 23+1       | 10         | 4+1        | 9          | CI-C            | -               | -               | -               | -               | -                  | -                  | -                  | -                  | -                  | -           | -           | -           | -           | -           | 24     | 10     | 5      | 9      | 41,67      | Sub., 10º          |
| 2022-gen. 2023      | Juve Stabia     | C               | 23         | 9          | 6          | 8          | CI-C            | 2               | 1               | 1               | 0               | -                  | -                  | -                  | -                  | -                  | -           | -           | -           | -           | -           | 25     | 10     | 7      | 8      | 40,00      | Dimiss.            |
| ott. 2023-feb. 2024 | SPAL            | C               | 19         | 2          | 9          | 8          | CI-C            | 2               | 1               | 0               | 1               | -                  | -                  | -                  | -                  | -                  | -           | -           | -           | -           | -           | 21     | 3      | 9      | 9      | 14,29      | Sub., Eson.        |
| Totale carriera     | Totale carriera | Totale carriera | 178        | 51         | 60         | 67         |                 | 16              | 8               | 4               | 4               |                    |                    |                    |                    |                    |             |             |             |             |             | 194    | 59     | 64     | 71     | 30,41      |                    |

## Palmarès

### Giocatore

#### Competizioni nazionali
- Serie B: 1

Verona: 1998-1999